# Robinstown Great
Robinstown Great (irisch Baile Roibín Mór) ist ein in Karten mit „Standing Stones“ markierter Vier-Pfosten- oder Himmelssteinkreis im gleichnamigen Townland  zwischen Old Ross und Palace im Westen des County Wexford in Irland.
Der Steinkreis liegt weitab vom Verbreitungsgebiet dieser Denkmalart in Nordengland und Schottland. Sie sind in Irland selten. Von den fünf anderen, bisher in Irland identifizierten Beispielen, befinden sich vier in West Cork und eines im Südwesten von Kerry. Obwohl eine genaue Datierung fehlt, ist es wahrscheinlich, dass sie aus der Bronzezeit stammen. 
Der höchste Stein ist etwa 1,7 m hoch. Die westlichen Steine sind 1,6 m hoch und der kürzeste Stein ist 1,1 m hoch. Das Rechteck, das sie bilden misst etwa 5 × 4 m. Im Norden stehen zwei weitere kleinere Steine, die als Ausreißer (englisch outlier) zu definieren sind.